# Leiodes nitida
Leiodes nitida – gatunek chrząszcza z rodziny grzybinkowatych i podrodziny Leiodinae.
Gatunek ten opisany został po raz pierwszy w 1885 roku przez Edmunda Reittera pod nazwą Liodes nitidus.
Chrząszcz o ciele długości od 3 do 3,8 mm, owalnym w zarysie, o ubarwieniu brunatnym do smoliście czarnego.  Głowa ma delikatnie i gęsto punktowaną powierzchnię, nadustek odgraniczony od czoła oraz czułki o trzecim członie tak długim jak dwa następne razem wzięte, a członie ostatnim ukośnie ściętym. Przedplecze ma obrzeżone krawędzie boczne, krawędź tylną łukowato zakrzywioną, a tylne kąty w widoku grzbietowym lekko cofnięte, nakrywające podstawę pokryw. Na najszerszych w barkach pokrywach znajduje się po dziewięć wyraźnych rządków z drobnymi, rzadko rozmieszczonymi punktami. Międzyrzędy są punktowane bardzo delikatnie z wyjątkiem nielicznych większych punktów na nieparzystych z nich. Tylna para skrzydeł nie występuje. Między biodrami odnóży drugiej pary bierze swój początek dość wysoka i stosunkowo stromo ku przodowi opadająca listewka. Stopy przedniej i środkowej pary zbudowane są z pięciu członów. Golenie przedniej pary są u wierzchołków od 2,5 do 3 razy szersze niż u podstaw. Odnóża tylnej pary mają czteroczłonowe stopy.
Owad górski. W piętrach regla dolnego i górnego zasiedla głównie ściółkę oraz nadrzewne huby. Powyżej górnej granicy lasu bytuje pod kamieniami.
Gatunek palearktyczny, europejski, podawany z Polski, Czech, Słowacji, Ukrainy, Rumunii, Szwajcarii i Słowenii. Wszędzie rzadki i znany z nielicznych stanowisk. W Polsce stwierdzony czterokrotnie – na Wyżynie Krakowsko-Częstochowskej, w Beskidach Zachodnich, Tatrach i Bieszczach.